# Música en el Virreinato de Nueva España

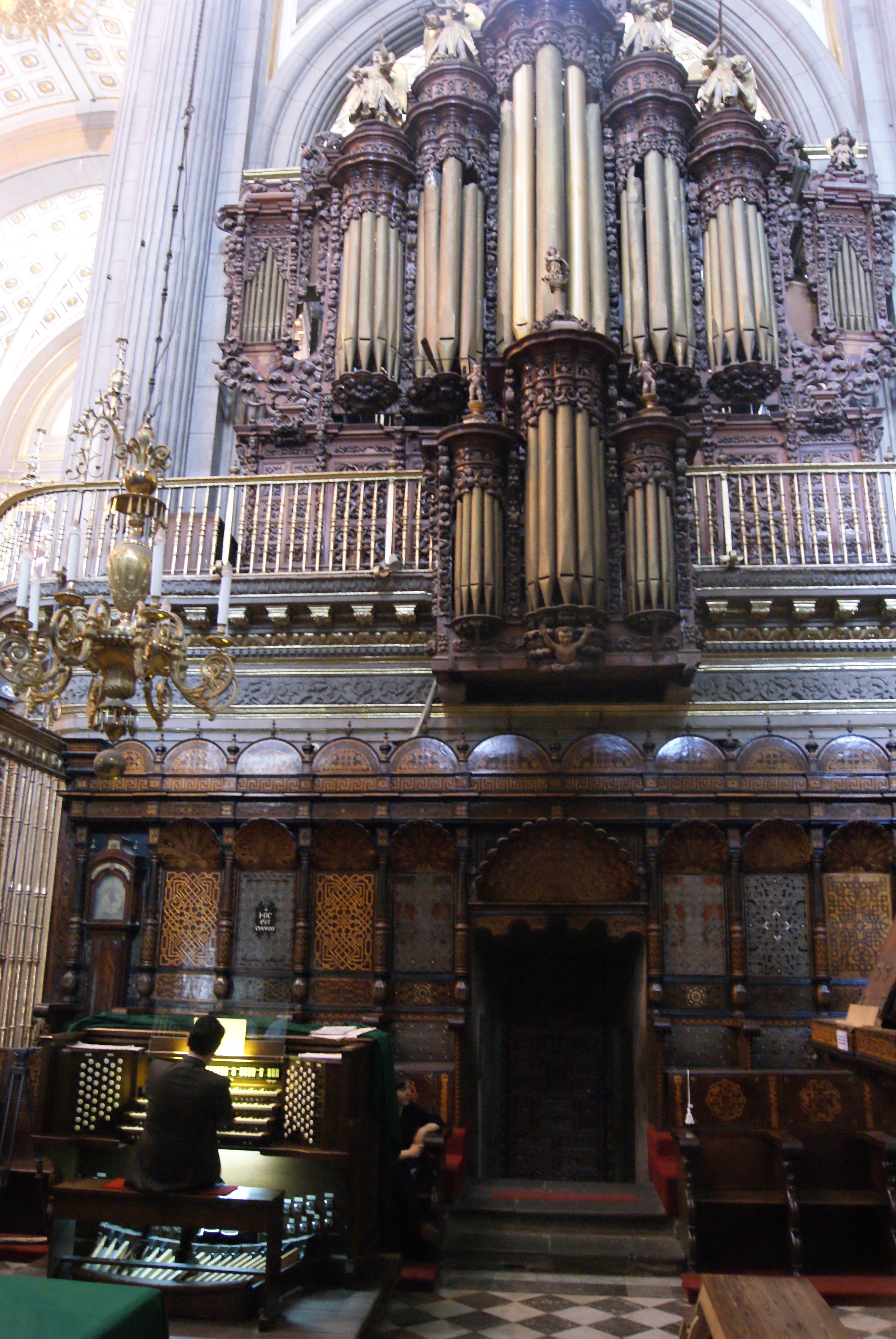
Órgano y coro de la Catedral de Puebla.

La música del Virreinato de la Nueva España se refiere a la producción musical que tuvo lugar en México durante el periodo virreinal comprendiendo desde finales del siglo XVI a principios del siglo XIX. Incluye tanto la música sacra, que tuvo su centro en las catedrales con los maestros de capillas como figura central, y la música secular o popular que es más propia de ambiente no religioso o del pueblo. 

## Antecedentes musicales

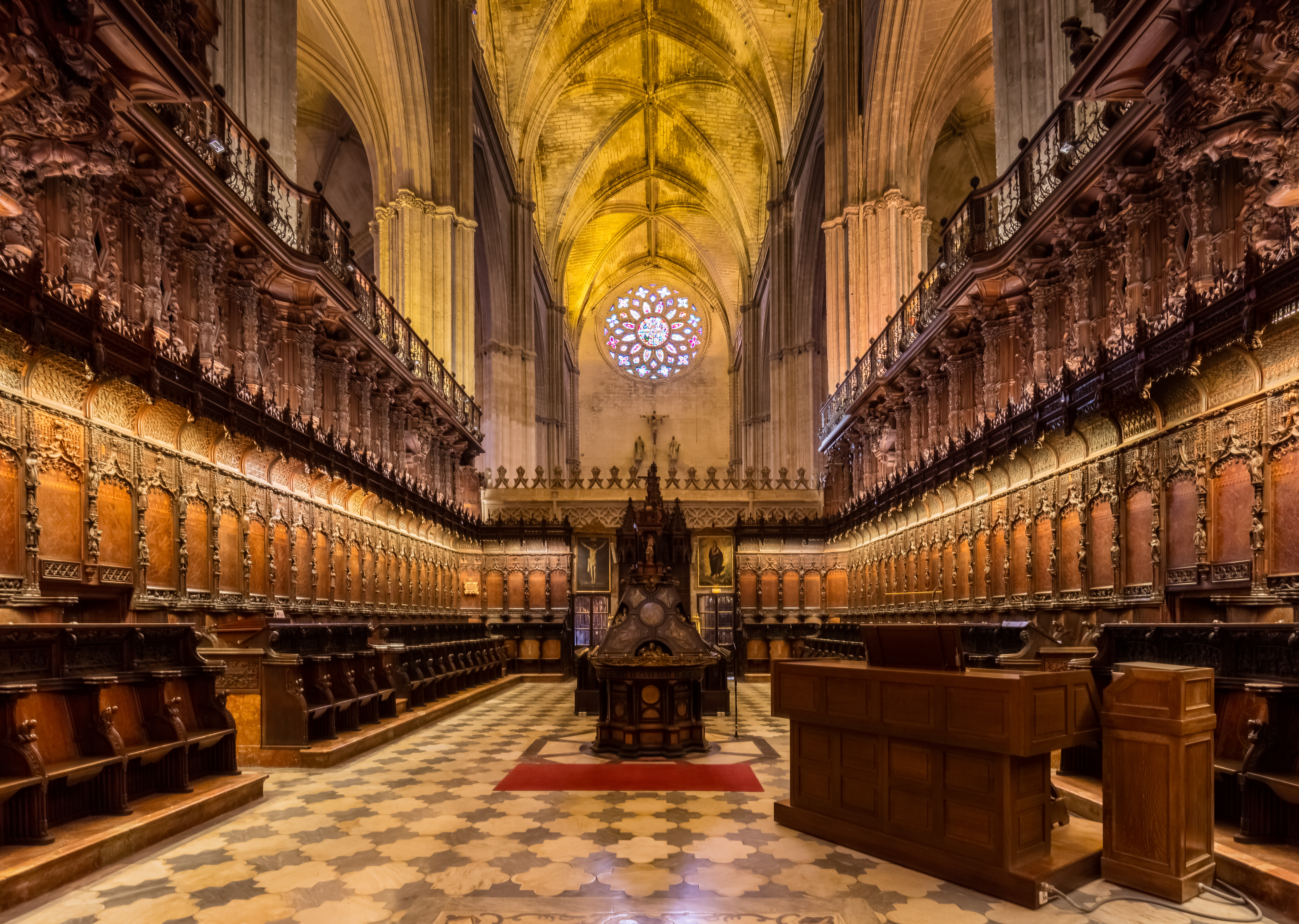
Coro de la Catedral de Sevilla

### Antecedentes europeos
Durante gran parte de la Edad Media, en Europa predominó en toda la iglesia católica el canto gregoriano, cuya melodía era monódica y sin acompañamiento instrumental. Tuvo gran desarrollo en los monasterios y los monjes se dedicaron a interpretar, componer y difundir por toda Europa, los cantos gregorianos un ejemplo de esto son las antífonas. En el siglo XI surge la polifonía en el norte de Francia, que, a diferencia del canto gregoriano que es unísono, se basaba en la conjunción de varias voces que al unirse crean un nuevo estilo de música que la iglesia introdujo en las celebraciones religiosas. Ya para la época de los reyes católicos, Isabel I de Castilla y Fernando II de Aragón, las composiciones polifónicas eran muy populares y ya tenían definido un estilo español. Los reyes católicos eran muy aficionados de la música instrumental.
El auge de la música sacra española se da en torno a las catedrales, a manos de los maestros de capilla, que era el músico más importante. Sus obligaciones incluían componer, interpretar, y además transmitir su conocimiento a niños para prepararlos como músicos, que, a su vez, en un futuro emigrarían a otras catedrales para convertirse en maestros de capilla, Los niños entraban a los 14 años y eran entre 7 y 15 por catedral, esta metodología dio sus frutos pues los más grandes músicos del siglo XVI en España surgieron en las catedrales. En la catedral de Sevilla se enlistaban las siguientes obligaciones para aceptar a un maestro de capilla.
1. Debe enseñarles a leer, escribir y cantar los responsorios, versículos, antífonas, lecciones y calendas y todas las demás partes del divino servicio, de uso en la catedral.
2. Les enseñará canto llano, armonía, contrapunto. Este último debe incluir ambos sentidos: el arte de agregar una melodía a un canto llano o a una pieza polifónica ya conocida. Debe enseñarles a componer, dándoles ayuda en cualquier ramo que sea necesario para hacer de ellos músicos y cantantes muy hábiles.
3. También debe vestirles decentemente y con propiedad, asegurándose de que calcen buenos zapatos y que sus camas estén limpias.
4. Debe alimentarlos con la misma comida que él acostumbra y nunca tomar dinero para asuntos que no estén relacionados con los servicios de la iglesia o con la instrucción musical.
5. Debe también dar lecciones públicas en las que muestre cómo agregar un contrapunto arriba o abajo de un canto llano dado.
6. De su prebenda debe dar ropa de graduación a los niños que hayan cambiado de voz, pero el capítulo (cabildo eclesiástico) se reserva la decisión de despedir a un niño del coro.
7. Debe conservar un número suficiente de niños por si surge alguna obligación imprevista.
8. El trato, ropa, enseñanza y adelanto musical de los niños, será revisado sin previo aviso, una vez al mes, por un miembro del capítulo. Si se descubre que la ropa y los zapatos de los niños están en mal estado, el maestro de capilla pagará las compras que se requieran.

En general el ambiente musical religioso en España cambio con respecto a la Edad Media, pasando de ser solemne a decorativo y como una herramienta eficaz para atraer a los fieles. En el siglo XVI es cuando la música religiosa española llega a su mayor auge. Tres de los músicos más importantes y conocidos fueron Tomás Luis de Victoria, Cristóbal de Morales que trabajó en las catedrales de Toledo, Marchena y Málaga, y Francisco Guerrero de la catedral de Sevilla.

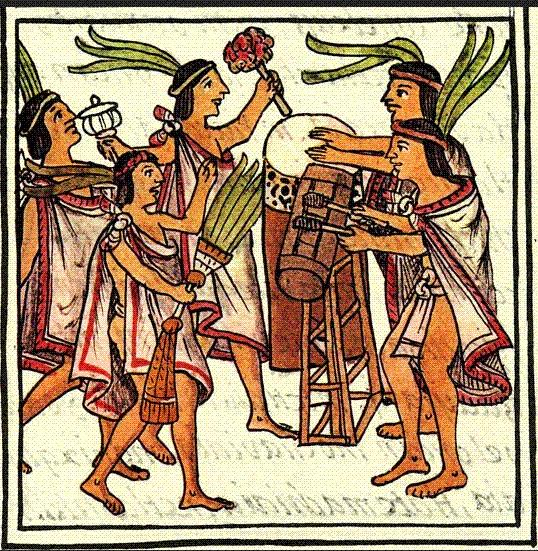
Músicos mexicas en el Códice Florentino

### Antecedentes mesoamericanos
Todas las culturas y pueblos de México tenían formas de música, para adorar a deidades o celebrar hazañas de los guerreros. En el México prehispánico no se plasmaba la música de manera gráfica como en Europa por medio de las partituras, los cánticos se trasmitían de manera oral, de maestro a alumno. El Cuicacalli era la escuela donde les enseñaban los cantos a los jóvenes. Los sacerdotes tenían toda una organización dentro de la escuela:
- El Hapizcatzin: era el responsable de corregir y enseñar los cantos.
- El Tzapotlateohuatzin: era el sustituto del Tlapizcatzin para que los jóvenes no perdieran ni un día de práctica en sus cantares.
- El Tlamacazcateutl: era el maestro de la escuela. Su oficio era señalar y enmendar a los que se equivocaban en el coro.
- El Epcoaquacuiltzin tec pic ton ton: Era un poeta que componía. Tenía la encomienda de crear los nuevos cantos, tanto para los cues como para los hogares. También era el especialista en el calendario ritual.

Esta organización es un testimonio de la gran importancia que tenía la música en las sociedades prehispánicas, no solo entre los mexicas, los zapotecas, mayas, purépechas también tenían su propia. Los instrumentos eran de percusión, no armónicos como en Europa.

## Música en la Nueva España

### Contexto
El aporte musical se manifestó desde un comienzo en América con la música que traían los conquistadores para marcar con sones marciales sus evoluciones guerreras; con aquella que eleva el espíritu en las ceremonias litúrgicas de la iglesia católica.

En el siglo XII los monjes españoles de Santiago de Compostela habían compuesto el célebre codex calixtinus que contiene ejemplos de música polifónica y el primer trozo de polifonía de tres voces, este y el codex Huelgas, del siglo Xlll, prueban que la polifonía española se desarrolló en forma independiente desde muy temprano. al estilo de los monjes medievales, los religiosos que viajaron al nuevo mundo centraron alrededor de la iglesia el saber y el hacer musical de América, a la cual hicieron llegar libros que almacenaban en grandes bibliotecas, permitiendo desarrollar el arte musical al mismo grado de perfección con que se cultivaba en las mejores categorías europeas, seguramente estimulados por la tranquilidad y el recogimiento que se podía obtener, durante la época de la colonia, en la celda, en el claustro o en el retiro de un convento.

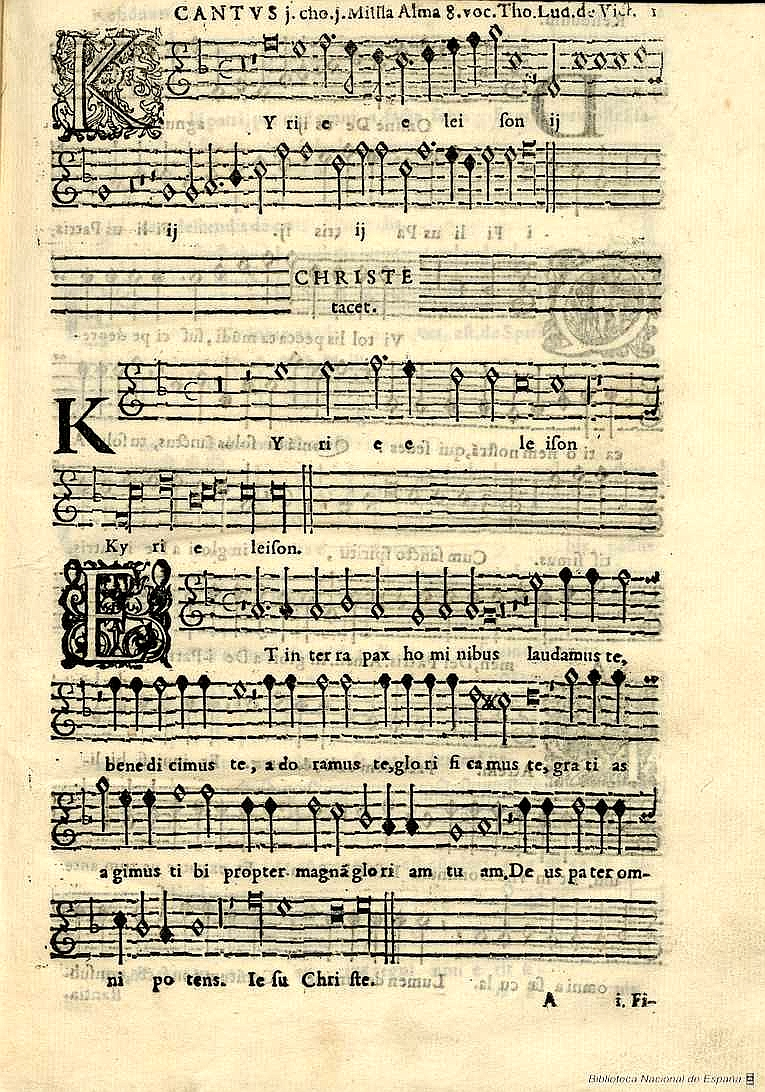
Misa alma redemptoris, composición de Luis de Victoria

En el siglo XVI, que abarca los reinados del emperador Carlos V y Felipe II coincide con la llamada época de oro de la música española. España, bajo cuyo dominio se encontraban los países bajos, mantiene en la corte dos capillas de música: una flamenca cuyo estilo y técnica representaban la corriente europea predominante de la época, y una capilla española, donde los polifonistas castellanos, andaluces y catalanes presentan un mundo totalmente desconocido en el ambiente musical sagrado de aquellos días. La música describe un sentimiento místico, dramático y realista.
Coincide también el siglo XVI con la época de crecimiento del imperio español - que bajo Felipe II se extiende hasta las Filipinas- donde se establece una corriente de influencia de gran vitalidad musical hacia el Nuevo Mundo, especialmente hacia México. Música de intimidad espiritual, que busca el recogimiento y la contemplación.
Las obras de grandes polifonistas españoles como Cristóbal Morales, Francisco Guerrero y Tomás Luis de Victoria llegaron a la Nueva España casi al mismo tiempo que los impresores las daban a conocer al mundo europeo. Los repertorios de las catedrales de Sevilla y de Toledo se copiaban en su integridad para las catedrales americanas equivalentes de las ciudades de México y Puebla y se difundieron ampliamente en el resto del continente.
En 1553 ya existía la catedral de Cuzco el primer libro de 16 Misas de Morales publicado en Roma en 1544. Esta misma obra constituye el impreso de música polifónica más antigua que se conserva en Sudamérica, en la biblioteca nacional de Buenos Aires. Actualmente se han perdido para siempre innumerables libros que contenían música de esa época,
En México, ya en 1527 se tienen las primeras noticias de actividad musical propia del continente, cuando Fray Juan Caro enseñaba a los indios a cantar leyendo las partes de la música. Tres años más tarde, la escuela de Fray Pedro de Gante - el primer maestro de música europea de la Nueva España- enseñó a un coro de indios que cantaba todos los domingos en la Catedral de México, misma que en 1544 llegó a la Catedral de Puebla, siendo el documento más antiguo de polifonía que existe en archivos mexicanos.

### Música Sagrada en la Nueva España

#### Música misional
La iglesia católica ocupaba una posición suprema como fuerza política, social, económica y cultural. Uno de los objetivos principales que la Corona Española perseguía en América, era la evangelización de los pueblos nativos del continente, con esto no solo se buscaba convertirlos al cristianismo, sino también someterlos a la autoridad del rey.  por lo que poco después de su descubrimiento llegaron misioneros en un comienzo llegaron los franciscanos, dominicos y agustinos, poco después llegaron los jesuitas, benedictinos, carmelitas, mercedarios, capuchinos. pero los que tuvieron mayor preponderancia fueron sobre todo las órdenes de los Franciscanos y los Jesuitas, estos últimos se desarrollaron más plenamente en América del Sur mientras que los Franciscanos tuvieron mayor impacto en la Nueva España.

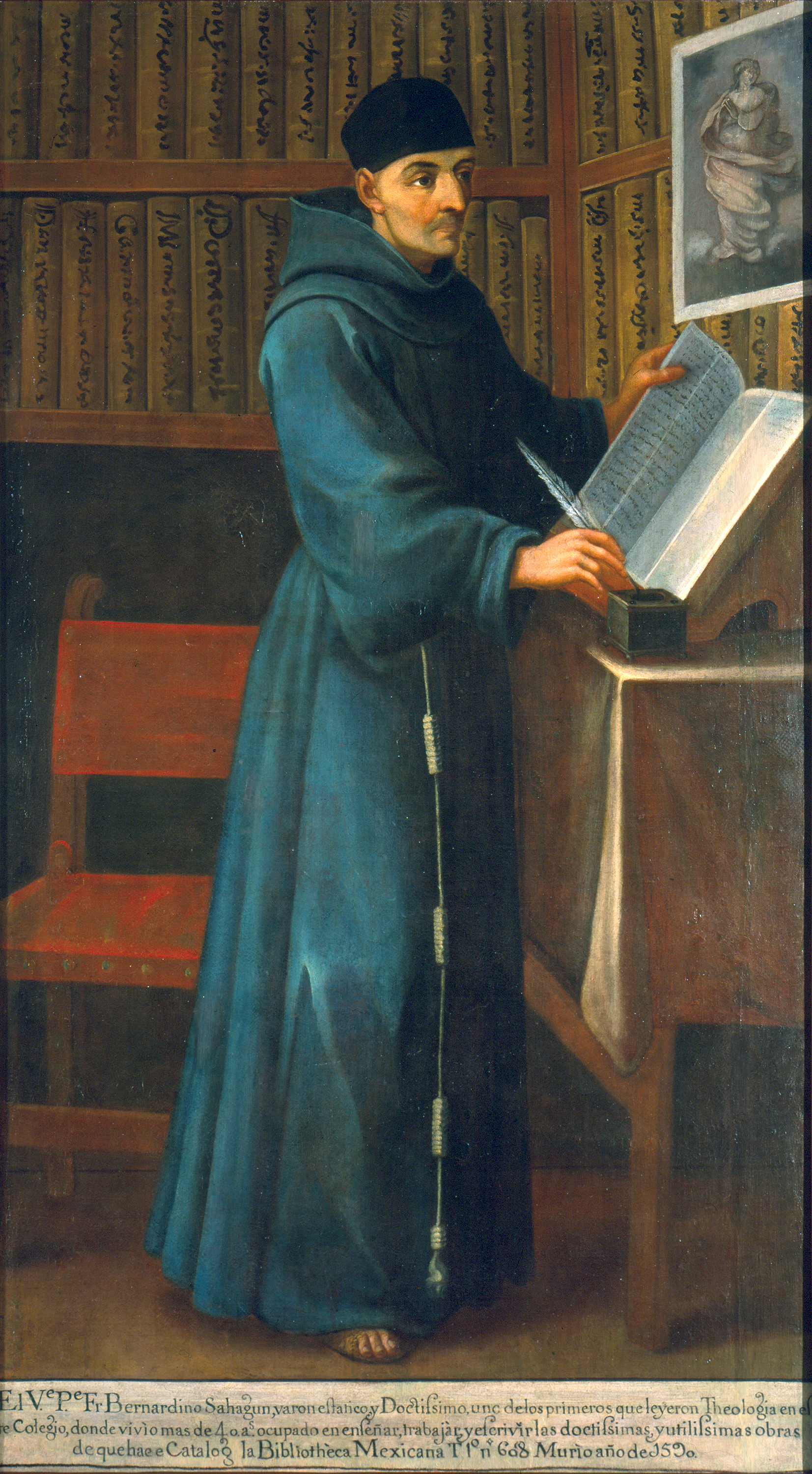
Fray Bernardino de Sahagún, misionero franciscano

Como parte de la evangelización, la música jugó un rol muy importante, según los relatos de Fray Bernandino de Sahagún y Fray Diego de Duran, quienes describen las enseñanzas que impartían los misioneros para que los indígenas asimilaran la nueva religión. Dentro de las actividades, se les enseñaban:
- Oraciones, principales cantadas
- Salmodias y responsorios, en ocasiones en idioma indígena (parte de la liturgia de las horas en las que rezan o cantan varios salmos)
- Alabados, pasiones y calvarios
- Alabanzas a Cristo, a la Virgen y a otros santos
- Fragmentos de la misa, con melodía popular
- Misterios del rosario, gozosos, dolorosos y gloriosos
- Letanías popularizadas Jaculatorias (oración breve y fervorosa), invocaciones, deprecaciones y rogativas (ruego o súplica ferviente)
- Mañanitas y salutaciones
- Despedimientos a las diversas imágenes
- Misas de aguinaldo, con música popular
- Loas religiosas a diversas imágenes
- Canciones piadosas
- Villancicos, coplas, canciones y aguinaldos de Navidad
- Posadas o jornadas Letanías (oración cristiana que se hace invocando a Jesucristo, a la virgen o a los santos como mediadores en una enumeración ordenada) Alabanzas de los peregrinos Petición y otorgamiento de las posadas Para pedir dulces y aguinaldos.[1]

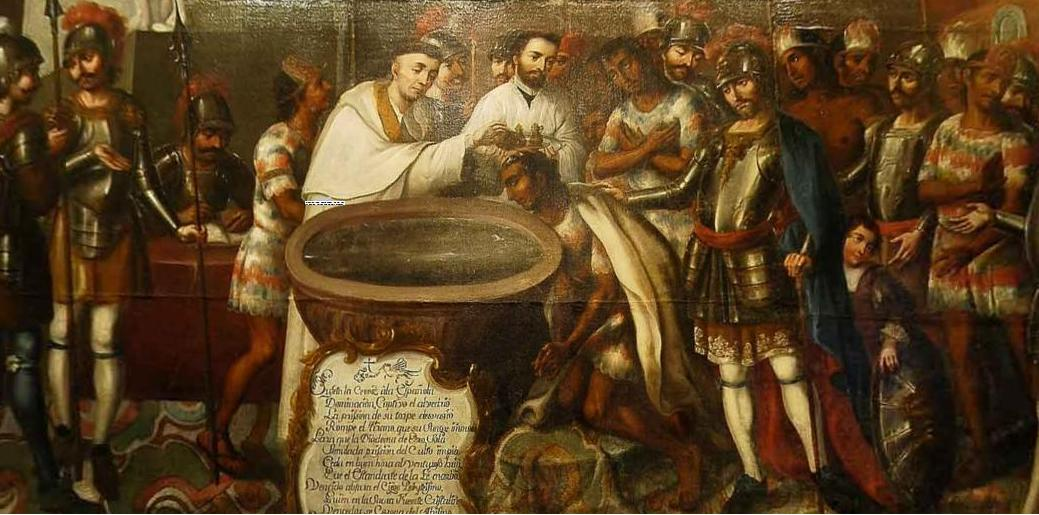
Evangelización dirigida por la Orden Franciscana

El fraile Juan de Torquemada señala en sus escritos la gran habilidad que poseían los indígenas para la fabricación y ejecución de instrumentos musicales, así como los coros al ser capaces de ejecutar obras polifónicas con gran calidad. Fue tal el número de músicos indígenas que en 1561 Felipe II ordenó la reducción a la mitad de los indígenas que se les permitiera participar en las actividades musicales. En México la Capilla de San José del convento de San Francisco en Texcoco fundado por Pedro de Gante puso especial atención a la formación de coros y músicos indígenas. En varias fuentes se constata la coexistencia de la música de los indígenas y de los españoles, con el tiempo los indígenas llegaron a escribir villancicos y tocar instrumentos procedentes de Europa, si bien perdieron sus cantos originales y sus instrumentos lograron conservar algunas de sus formas rituales propias como las procesiones, danzas ye le uso de atavíos. En el Códice Valdez, procedente de Cacalomacán, contiene plegarias en lengua náhuatl, además de piezas de Giovanni Pierluigi da Palestrina, Juan Esquivel y Alonso Lobo.

#### Música Catedralicia

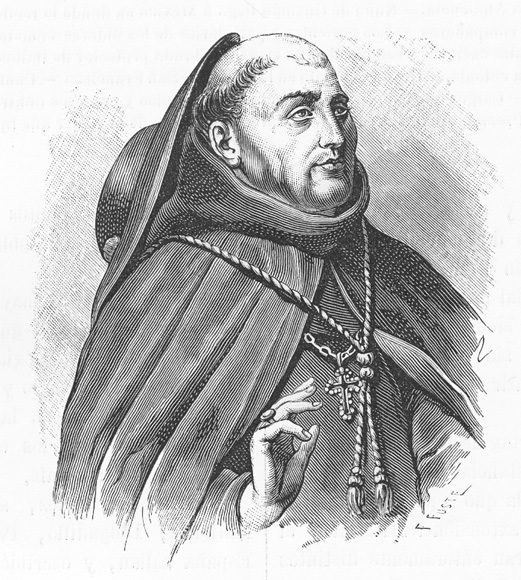
Fray Juan de Zumárraga, primer obispo de la Diócesis de México

La catedral era el centro de la vida política y social de una ciudad, al ser la iglesia una parte fundamental en la colonia, se encargaban de la educación y las actividades artísticas e intelectuales. Estaba bajo la autoridad de un arzobispo y un consejo de clérigos llamado cabildo, quienes en conjunto elegían al maestro de capilla y el organista que eran los dos puestos más importantes que la mayoría de las veces eran ocupados por músicos europeos y nombraban a los demás músicos. Dentro de las responsabilidades del maestro de capilla estaban seleccionar el repertorio a ser tocado durante cierta celebración o temporada, dirigir los servicios musicales y debía componer nuevas obras, la creatividad para la composición era uno de los factores que se tomaba en cuenta para su designación. y enseñar al coro de niños. A diferencia de la música misional, en las catedrales no se encargaban del adiestramiento de indígenas para ejecutar indumentos, sino que preparaban músicos profesionales.
El repertorio de la música catedralicia puede ser dividido en tres categorías
- Música para las celebraciones litúrgicas como la misas, oficios de difuntos, Semana Santa y horas canónicas. Estas podían ser simples o solemnes y tenían lugar los domingos y en otras festividades del calendario litúrgico. El coro alto donde se situaba la capilla musical era donde se tocaba el órgano y se acompañaba con polifonías musicales y vocales.
- Música religiosa no propiamente litúrgica, con texto en latín y ejecutada en el coro alto. Estas se cantaban como complemento de las ceremonias litúrgicas, como magníficat, salmos, latanias, antífonas. Se podían cantar cuando se presentaba una celebración especial.
- Música de alabanza de carácter secular, pero no profana, los textos estaban en español, portugués, lengua indígena, incluso francés. Cuando se interpretaban dentro del templo eran parte de ceremonias religiosas a manera de villancicos o cantadas, también se tocaban en el atrio jácaras, sainetes, romances, arias y duetos como parte popular en las celebraciones religiosas.

La música tenía un lugar central dentro de las funciones de la catedral, pues era el deber de los ministros cantar las horas y las misas, pues esto implicaba solemnizar las mismas, el número y la calidad de instrumentos era muy importante, así como el repertorio el cual debía seleccionarse cuidadosamente.

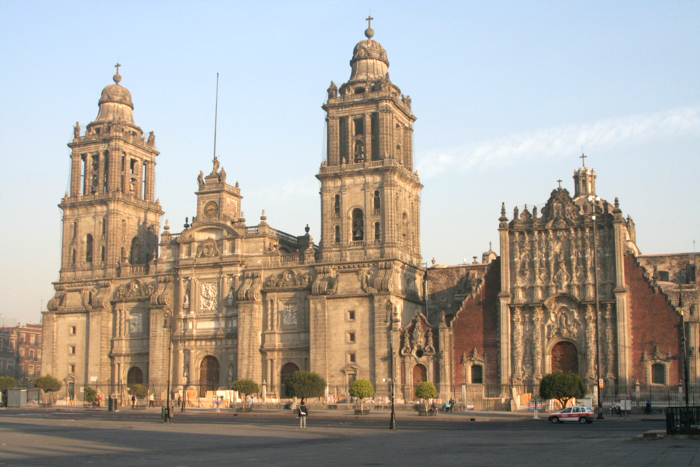
Catedral Metropolitana de la Ciudad de México

##### Catedral de la Ciudad de México
Fundada en 1528, contó con un coro de indios educados en el colegio de San Francisco que fue fundado y dirigido por Pedro de Gante; este colegio dio frutos y la calidad del canto de los nativos se podía comparar con los de Europa. El primer arzobispo de Fray Juan de Zumárraga hizo mucho por la catedral en el campo musical, contratando músicos europeos y comprando libros de coro, en 1539 nombró a Juan Xuárez como maestro de capilla, en 1556 lo sucedió Lázaro del Álamo quien estudio en la Universidad de Salamanca, sus composiciones no se conservan.
Hernando Franco fue el primer maestro de capilla relevante y considerado como el más importante del siglo XVI en la Nueva España, sirvió como maestro de capilla de la catedral Metropolitana de 1575 a 1585 año en el que murió. Nacido en Extremadura España, sirvió como niño de coro en la catedral de Segovia, fue maestro de capilla de la catedral de Guatemala. Sus composiciones abarcan salmos, responsorios, himnos y antífonas y se conserva el “Franco Codex” que contiene 16 magníficat, dos por cada uno de los 8 tonos, donde se puede apreciar la maestría que poseía, así como su expresión artística y es considerado de los documentos musicales más valiosos de América Latina. Sus composiciones más destacadas son siete magníficats, además de dos himnos a la virgen en lengua náhuatl
Juan Hernández (identificado con Juan de Lienas) fue maestro de capilla desde 1586 a 1620, de este compositor se conservan sesenta páginas en el Carmen Codex en las que se incluyen Misa a 5, una Salve Regina a 4, Lamentaciones a 4 y a 5, un Réquiem incompleto a 5 y un motete Coenantibus autem illis a 4. Su misa posee un equilibrado contrapunto, buena distribución de las voces e igualdad rítmica, corresponde a lo mejor de la tradición de la polifonía española del siglo XVI.

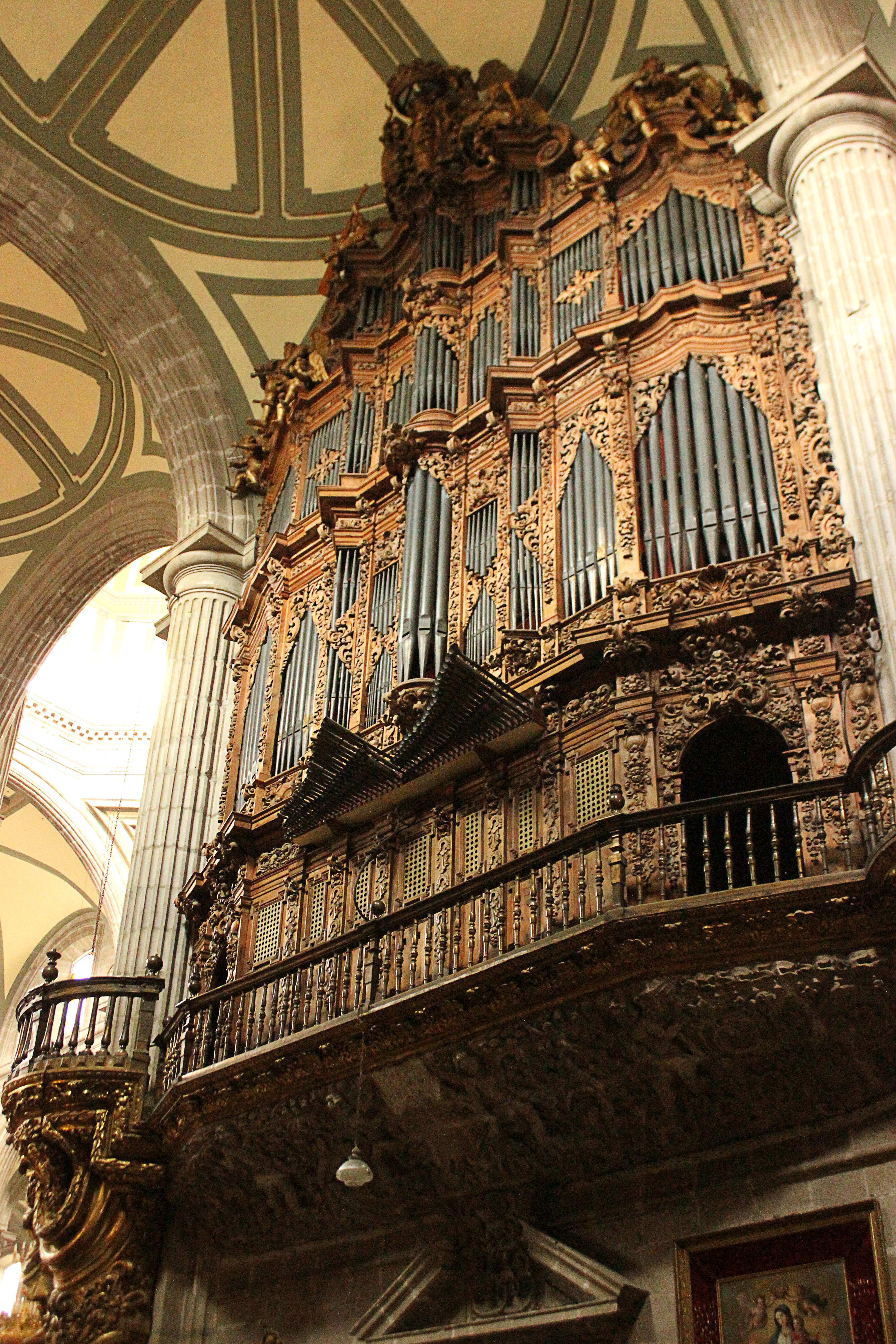
Órgano de la Catedral Metropolitana, Ciudad de México

Fue sucedió por Antonio Rodríguez de Mata quien se desempeñó de 1620 a 1643, Luis Coronado desde 1643 a 1648 y Fabián Pérez Ximeno, de 1648 a 1654. Las obras de Pérez Ximeno seguían el estilo polifónico de Palestrina. Francisco López Capillas fue maestro de capilla desde 1654 hasta 1674, es considerado el autor de misas más prolífico de la Nueva España, dos de los nueve libros en el archivo del coro de la catedral son de su autoría, fungió como organista de la catedral de Puebla antes de ser maestro de capilla en México. En sus obras se ve su competencia como compositor particularmente en su Magníficat a 4 en el Carmen Codex a su muerte la catedral de México contaba con 15 instrumentos diferentes incluyendo violín, viola soprano, viola tenor, rabel, baldosa, cítara, trompeta marina, arpa, clarín, trompeta, trombón, chirimía, fagot, órgano. Lo sucedió José de Loaysa y Agurto, de 1676 a 1688, quien musicalizó algunos de los villancicos escritos por Sor Juana Inés de la Cruz. En 1695 llegó un nuevo órgano de España.
Antonio de Salazar fue maestro de capilla desde 1688 a 1715, anteriormente había sido maestro de capilla de la catedral de Puebla. Durante su periodo la catedral contaba con un archivo de colección musical organizado con las obras de distinguidos maestros y las suyas propias, escribió notables motetes poli corales y al igual que su antecesor musicalizo algunos de los villancicos de Sor Juana. A partir de 1700 estuvo a cargo de la instrucción musical en las escuelas públicas, entre sus alumnos más destacados esta Manuel de Sumaya.
Manuel de Sumaya es el primer maestro de capilla nacido en la Nueva España y el más barroco de todos los maestros del siglo XVIII, aprendió composición con Salazar, y a tocar el órgano con José de Idiaques, pronto fue promovido a segundo organista y segundo maestro de capilla, a la muerte de Salazar en 1715 ganó el concurso y fue nombrado como el nuevo maestro de capilla papel que desempeñaría por 24 años de 1715 a 1739. Las numerosas obras de Sumaya se conservan en los archivos de la catedral de México, Puebla, Morelia y Oaxaca, y en el museo del virreinato en Tepotzotlán, se incluyen música de vísperas, salmos, misereres, series de Lamentaciones y muchos villancicos, en su obra de muestra la modernidad al incluir nuevos instrumentos, sus villancicos muestran una clara influencia del barroco italiano. Fue autor de la segunda opera compuesta en América La Parténope de la cual por desgracia no se conserva su música. En 1739 se trasladó a la catedral de Oaxaca y permaneció ahí hasta su muerte en 1655.
Cuando Sumaya se trasladó a Oaxaca el cargo de maestro de capilla estuvo vacío por 10 años, finalmente en 1749 se designó al italiano Ignacio Jerusalem y Stella quien fue el primer italiano en el puesto, hasta 1769. Se le consideró con un talento tan grande como el maestro de capilla de Madrid, su obra incluye doscientas obras latinas, varias misas, magníficats, salmos, míseres, villancicos, arias, pastorales, loas. Durante su periodo predomino la ejecución de cuerdas, tuvo un estilo homofónico, escritura melódica muy rica, se alejó de la tradición barroca para darle un nuevo aire a sus composiciones, tuvo por lo menos tres "crisis" de roces con el cabildo. Los sucedió Matheo Tollis de la Rosa de 1770 a 1791 y Antonio Juanas de 1781 a 1814 siendo este el último maestro de capilla de la catedral de México, ambos tuvieron influencias del estilo italiano de finales del siglo VXIII, la obra de Juanas fue bastante prolífica con cerca de 200 composiciones latinas.
Es así que en la catedral de la Ciudad de México hubo 14 maestros de capilla por aproximadamente 280 años.

##### Catedral de Puebla

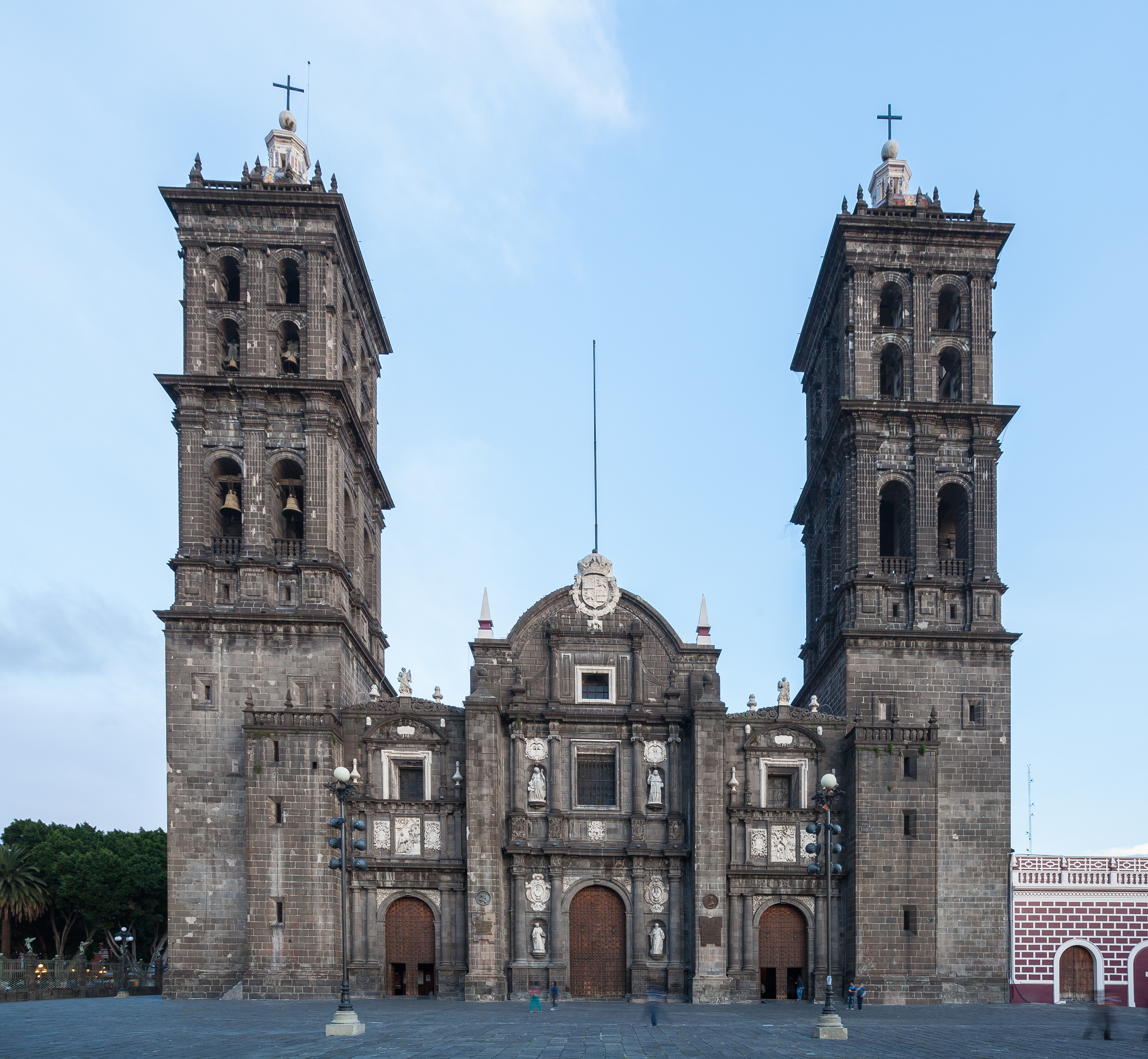
Catedral de Puebla

Fundada en 1541 Puebla de los Ángeles fue otro de los principales centros artísticos de la Nueva España, su catedral llegó a superar a la de México en fortuna y grandeza, para el siglo XVII ya contaba con una treintena de templos, así como con escuelas y la primera biblioteca pública del nuevo mundo. La catedral de Puebla llegó a su máximo esplendor consagrándose como tal en 1649 bajo el mandato del obispo Juan de Palafox y Mendoza que era un protector de las artes y futuro Virrey del Perú. Pedro Bermúdez fue el primer maestro de capilla del cual se conservan sus obras, anteriormente había trabajado en Cuzco y Guatemala donde compuso la mayoría de sus obras polifónicas, entre sus obras más destacadas se encuentran cuatro versiones de la Salve Regina, un Domine adjuvandum, misa de bomba, himnos, antífonas, donde se muestran recursos armónicos expresivos y un contrapunto bien equilibrado.

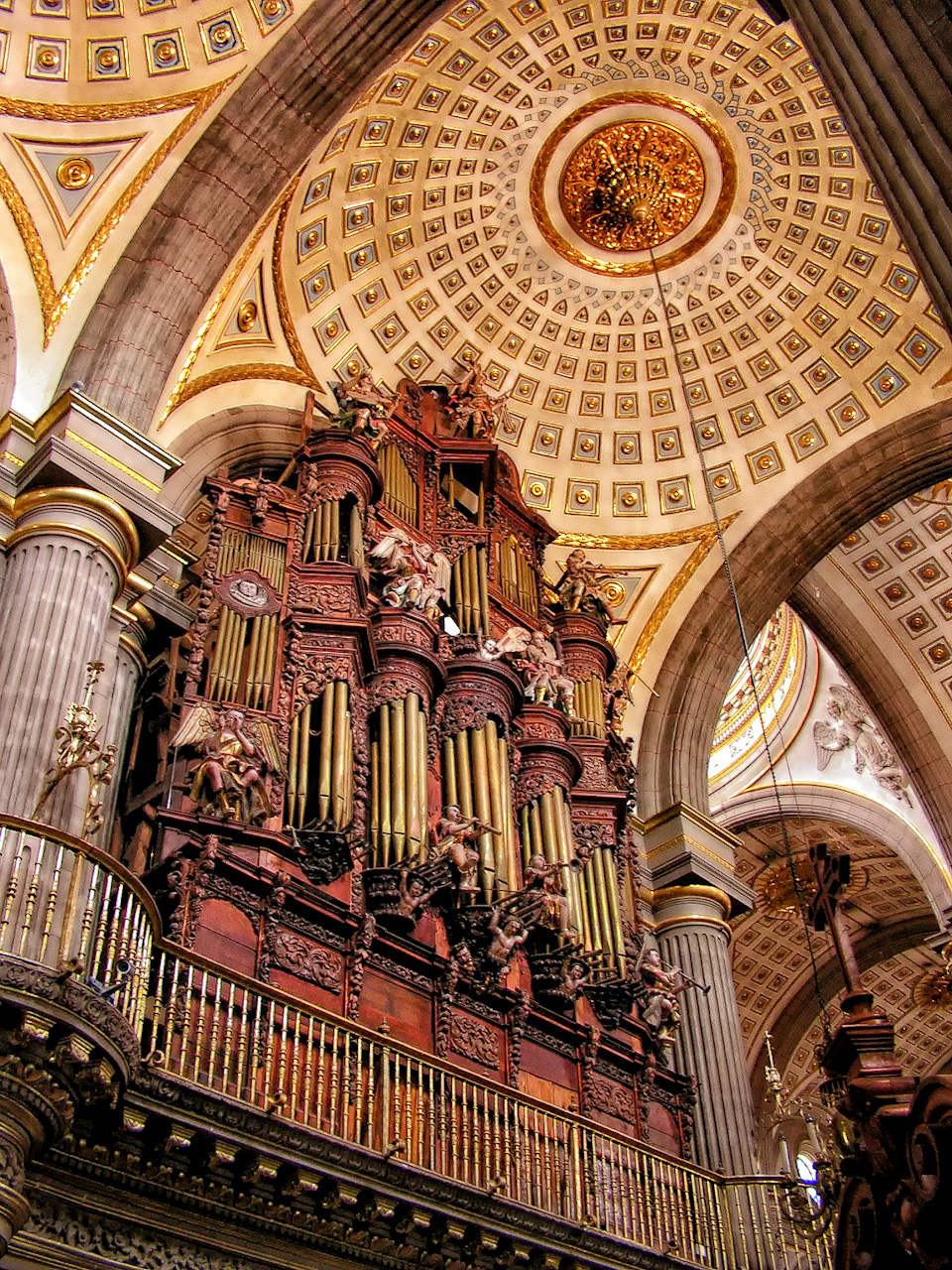
Órgano de la Catedral de Puebla

A su muerte en 1605 lo sucedió el portugués Gaspar Fernandes, quien es mayormente recordado por haber compuesto unos 250 villancicos para la catedral entre 1609 y 1620, que actualmente se encuentran en la catedral de Oaxaca. Los villancicos están escritos en español, portugués e incluso lengua tlaxcalteca, esto muestra la dinámica musical, sus villancicos contienen herencia de la música afroamericana. En 1629 Juan Gutiérrez de Padilla fue nombrado maestro de capilla, y es indudablemente el compositor más importante de la Nueva España en el siglo XVII. Nació en Málaga donde recibió instrucción y posteriormente en 1616 fue maestro de capilla de la catedral de Cádiz, en 1622 es nombrado segundo maestro de capilla y la muerte de Fernandes le sucedió en su puesto el cual desempeñaría hasta su muerte. Logró reunir a su alrededor a muchos músicos muy importantes como López Capillas (futuro maestro de capilla de México). Su extensa obra esta conservada en distintas partes, pero la más grande se encuentra en el Libro de Coro XV de la catedral de Puebla, contiene misas, motetes, himnos, salmos, responsorios, lamentaciones, antífonas, una letanía y una pasión según San Mateo, su música en latín muestra una preferencia por el coro doble, Padilla concibe a cada coro como una de cuatro partes. Durante su época el villancico llegó a la cúspide de popularidad en México y se volvió uno de los géneros más importantes de la música sacra, él mismo musicalizo las series de villancicos de Sor Juana.
Otro importante maestro de capilla fue Miguel Mateo de Dallo y Lana nombrado en 1688 hasta 1712, sus villancicos se conservan en Puebla y tuvieron tal éxito que llegaron hasta Guatemala y los virreinatos de Nueva Granada y el del Río de la Plata, así como hasta Portugal. Francisco de Atienza y Pineda fue maestro de capilla de 1712 a 1726 y compuso a su vez varias series de villancicos. Finalmente, en el siglo XVIII la catedral de Puebla decae en la creatividad de sus compositores, Manuel Arenzana fue el último maestro de capilla de 1792 a 1821.

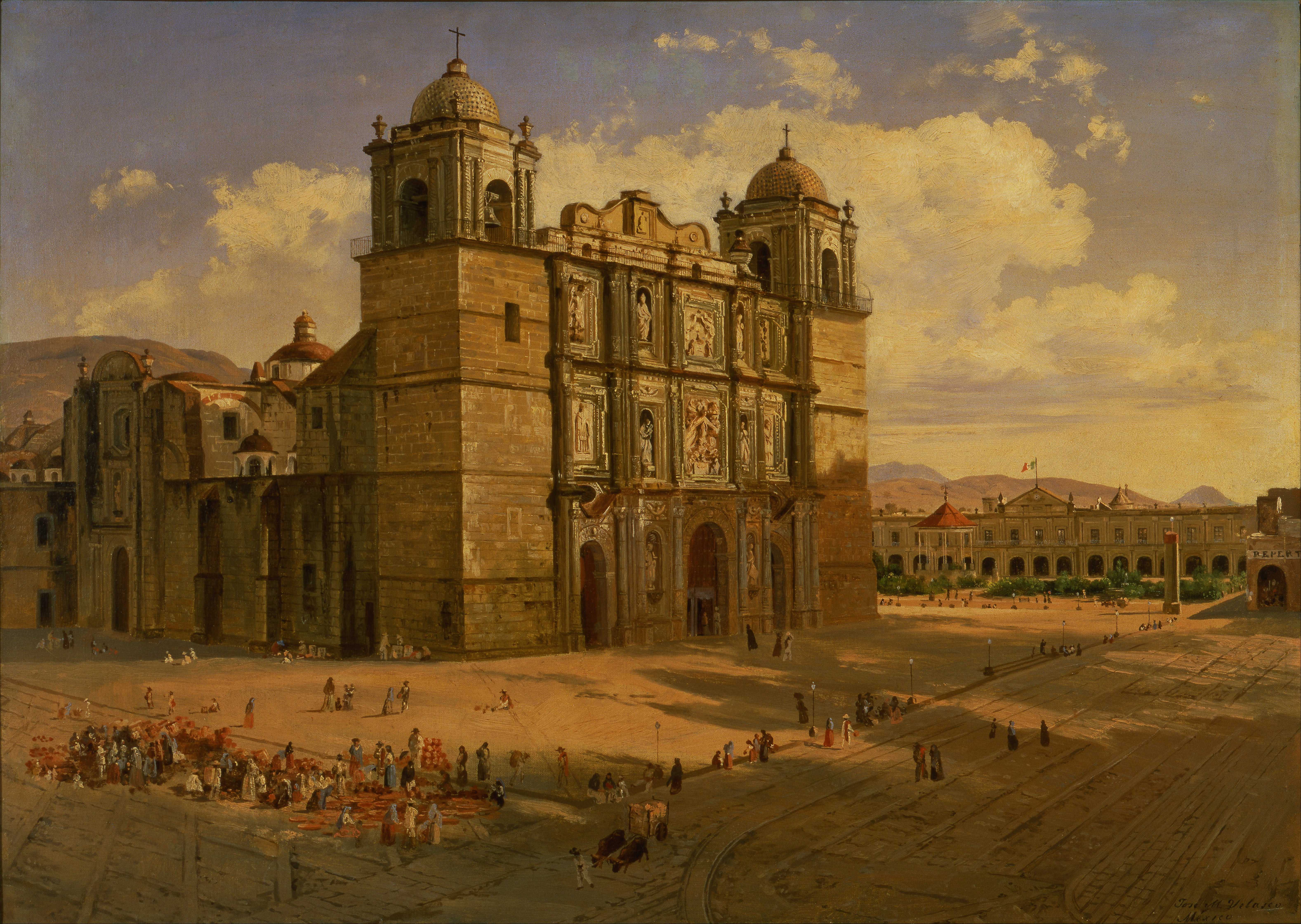
Catedral de Oaxaca

##### Otros centros
En la catedral de Oaxaca se destaca Juan Matías, quien fue el primer indígena que alcanzó el puesto de maestro de capilla de una catedral, otros maestros fueron Mateo Vallados, Tomás Salgado, Juan Matías de los Reyes, el español Francisco Martínez Costa y Manuel de Sumaya quien sirvió a la catedral de Oaxaca de en los últimos años de su vida y su obra aquí fue tan prolífica como en la catedral de México.
Francisco Moratilla y José Gavino Leal fueron maestros de capilla de la catedral de la antigua Valladolid cuyo florecimiento se dio cerca del 1720. En Morelia el colegio de Santa Rosa de Santa María fue una escuela de música para niñas fundado en 1738, en él se conservan obras de compositores españoles y locales tales como el antes mencionado José Gavino Leal, Cayetano Perea, José Antonio Ortiz de Alcalá y Juan José de Echeverría, quienes escribieron música para las niñas del colegio.
La catedral de Durango se rescata el nombre más no la música de José Avella, Nicolas de Cepeda, de Juan de Meraz, de Miguel de Placeres y su hijo José Mariano Placeres, ambos maestros de capilla, Francisco Rueda y Francisco Siria. De las catedrales de Guadalajara y Zacatecas se rescatan Vicente Ortiz de Zarate y Antonio López de Castro y Góngora respectivamente.

### Música Secular
La música secular en América hispana durante el periodo consistía en una actitud carente de contexto religioso piezas que en la mayoría de los casos eran hechas por los mismos músicos de iglesia. La iglesia sostenía la única vida musical verdaderamente bien organizada, se conservo muy poco la existencia de dichas piezas, prestándole más interés a las interpretaciones religiosas mismas que cumplían cierta función que tenía que ver con la eucaristía. 
Ejemplo Antonio Sarrier.

#### México (Nueva España)

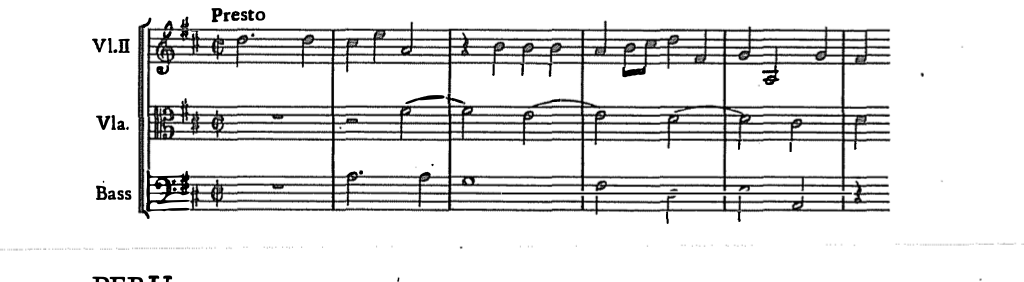
Ejemplo de Antonio Sarrier

El teatro puramente secular se desarrolló hasta finales del siglo XVII cuando las obras dramáticas de Lope de Vega y Calderon de la Barca y la Zarzuela (género teatral nacional en España) se hicieron conocidos en ultramar. En un principio, esas obras eran presentadas para los círculos cortesanos y aristocráticos de los virreinatos; las canciones y danzas populares mexicanas usadas como interludios, parecen haber representado las únicas contribuciones originales a la música escénica de la época.

#### Conservatorio de las Rosas

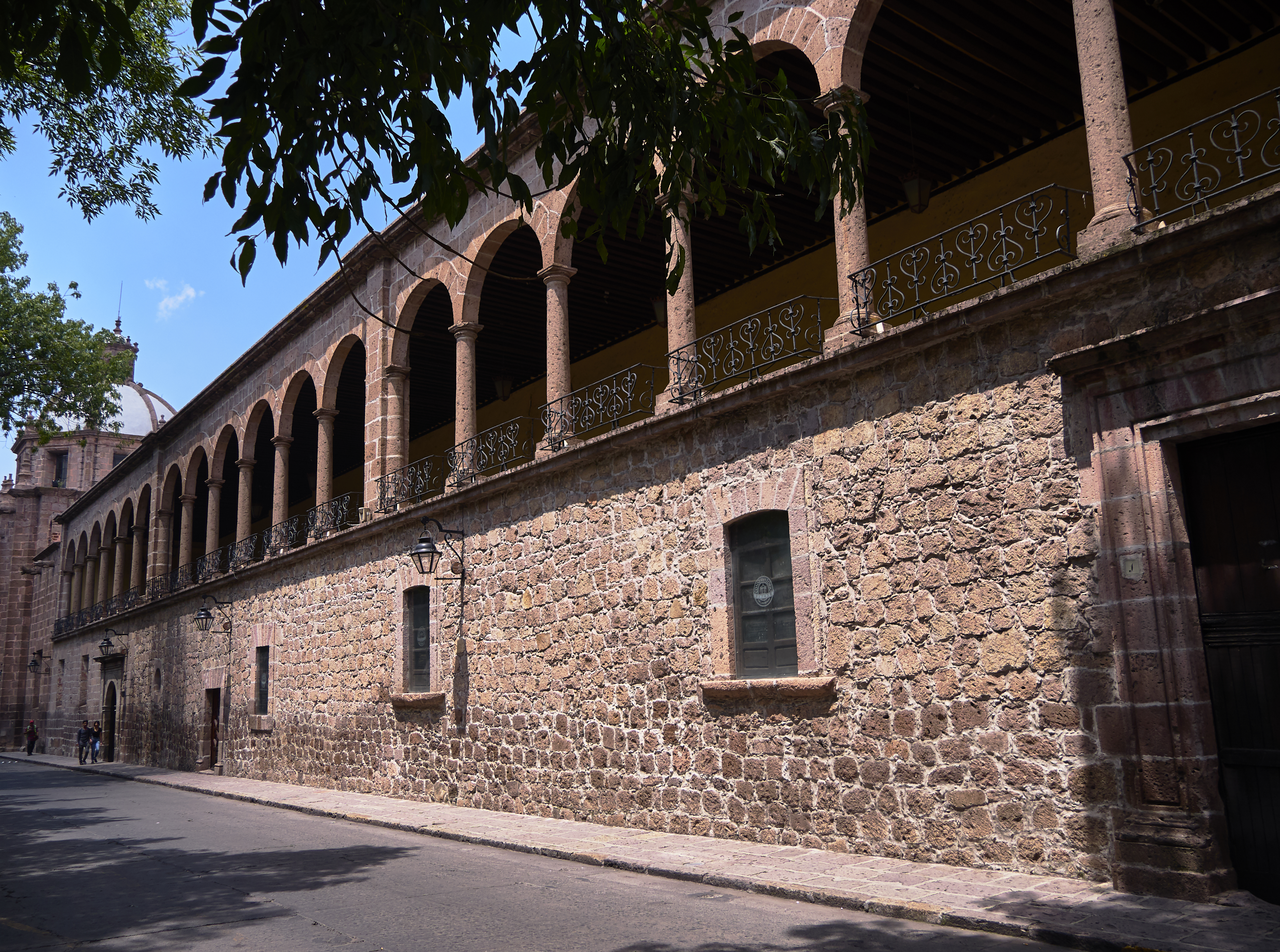
Conservatorio de las Rosas

Durante el siglo XVIII en la provincia de Michoacán se fundó entre 1738 y 1740 la escuela de música en Valladolid (hoy, Morelia) como parte de un convento para niñas huérfanas. El colegio de Santa Rosa constituyó un modelo de organización en todo el virreinato durante la última parte del siglo XVIII y cuya fama se extendió más allá de los límites de la Nueva España, mostrando una vida musical más activa y organizada. Entre los archivos encontrados hay varias piezas de música instrumental.
Dos oberturas (sinfonías) para pequeña orquesta de típica instrumentación dieciochesca (violines 1º y 2º, viola, bajo, oboes 1º y 2º, cornos franceses 1º y 2º) representan unas de las mejores obras del género instrumental en los virreinatos americanos a finales del siglo XVIII.
Los compositores identificados en los manuscritos como Antonio Rodil y Antonio Sarrier hacen posible que la música sea integrada a la acción. La obertura en re mayor de Sarrier (Allegro; Andante, Fuga, Presto) revela no solo una correcta escritura sino también un buen equilibrio estructural.